# Aldo Olivieri
Aldo Olivieri (* 2. Oktober 1910 in San Michele Extra, Verona; † 5. April 2001 in Lido di Camaiore) war ein italienischer Fußballspieler und -trainer.
Olivieri war Torwart und gewann 1938 mit Italien die Weltmeisterschaft. Obwohl er heute nicht mehr so bekannt ist wie die Torwartlegenden Gianpiero Combi und Dino Zoff, gilt er als einer der besten Torhüter in der Geschichte des italienischen Fußballs.
Vor seinem Tod im Jahr 2001 war Olivieri, zusammen mit Pietro Rava, der letzte noch lebende Weltmeister von 1938.

## Karriere

### Im Verein
Aldo Olivieri debütierte in der Saison 1930/31 für Hellas Verona, den Verein seiner Heimatstadt, in der Serie B. Zur Saison 1933/34 wechselte er in die Serie A zu Calcio Padova. Dort kam er allerdings nur zu acht Einsätzen, da er sich im Dezember 1933 bei einem Zusammenprall mit einem gegnerischen Angreifer einen Schädelbruch zuzog.
Nach knapp einem Jahr Verletzungspause und gegen Anraten seiner Ärzte, lief er 1934/35 wieder auf und spielte für die AS Lucchese Libertas in der Serie B. In den folgenden Jahren entwickelte er sich zu einem der besten Torhüter Italiens, 1935/36 stieg er mit Lucchese in die Serie A auf.
Zur Saison 1938/39 wechselte Aldo Olivieri zur AC Turin, wo er unter Trainer Ernő Erbstein spielte. Dieser wusste Olivieris ruhigen, introvertierten Charakter und zugleich seinen großen Mut beim Herauslaufen aus dem Tor besonders zu schätzen. Diese Stärken brachten ihm später auch den Spitznamen Ragno Nero (schwarze Spinne) ein. Beim Toro absolvierte Aldo Olivieri in sieben Spielzeiten insgesamt 172 Partien.
Am Ende der Saison 1942/43 beendete er bei Brescia Calcio seine Profilaufbahn. 1944 lief er noch für den veroneser Klub Audace San Michele Extra in der Serie D auf.

### In der Nationalmannschaft
Aldo Olivieri empfahl sich in seiner Zeit bei Lucchese-Libertas mit guten Leistungen für die Nationalmannschaft und debütierte am 15. November 1936 beim 2:2 in Deutschland unter Trainer Vittorio Pozzo für die Azzurri. Bei der Weltmeisterschaft 1938 in Frankreich war Olivieri Stammtorwart und absolvierte alle vier Partien. Durch einen 4:2-Sieg im Finale gegen Ungarn feierte er mit der Squadra Azzurra den WM-Titel. Sein letztes Länderspiel absolvierte Olivieri am 5. Mai 1940, wiederum gegen Deutschland. In den insgesamt 24 Partien, in denen Olivieri das Tor der Azzurri hütete, erreichte man 18 Siege, fünf Unentschieden und musste nur eine Niederlage hinnehmen.

### Als Trainer
Nach dem Zweiten Weltkrieg arbeitete Aldo Olivieri als Trainer und arbeitete u. a. recht erfolgreich bei Inter Mailand und Juventus Turin.

## Erfolge
- Weltmeister: 1938